# Major Ridge
Major Ridge (c. 1771 – 22 juin 1839) était un chef cherokee.

## Biographie
Ridge est né dans le clan Deer (« Cerf ») de la ville cherokee de Hiwassee au bord de la rivière Hiwassee, qui fait partie du Tennessee. Le grand-père maternel de Ridge était écossais des Highlands. Ainsi Ridge était seulement aux trois quarts d'ascendance cherokee, comme de nombreux Amérindiens à cette époque qui avaient un héritage européen partiel (d'ailleurs souvent écossais). La version anglaise de son nom était à l'origine seulement « Ridge » ; il a acquis le titre  de « Major » (Commandant) en 1814 alors qu'il menait les Cherokees aux côtés du général Andrew Jackson à la bataille de Horseshoe Bend pendant la guerre Creek. Il a également rejoint Jackson durant la première guerre séminole en 1818, commandant les Cherokees contre les Séminoles. Après la guerre, Ridge est devenu un riche planteur ainsi qu'un propriétaire d'esclaves.

## Déportation et assassinat
Ridge s'était longtemps opposé aux propositions du gouvernement des États-Unis pour que les Cherokees vendent leurs terres et se déplacent vers l'Ouest mais l'expansion rapide de la colonisation blanche et les efforts de l'État de Géorgie pour supprimer le gouvernement cherokee l'ont fait changer d'avis. Conseillé par son fils John Ridge, Major Ridge a alors estimé que la meilleure manière de préserver les intérêts de la nation cherokee était d'obtenir du gouvernement de bonnes concessions avant qu'il ne soit trop tard. Le 22 décembre 1835, Ridge était l'un des signataires du traité de New Echota qui organisait l'échange de la terre tribale cherokee à l'est du Mississippi pour des terres plus à l'ouest. Légalement douteux, le traité a été rejeté par le chef cherokee John Ross et la majorité du peuple cherokee. Néanmoins, il a été ratifié par le Sénat des États-Unis. 
Peu après la signature du traité, Ridge a émigré avec sa famille et beaucoup d'autres Cherokees vers l'Ouest.
Les termes du traité ont été strictement appliqués et les Cherokees (ainsi que leurs esclaves africains) qui étaient encore dans les terres tribales de l'est des États-Unis ont été déportés par le gouvernement fédéral en 1838. Ils ont commencé un voyage connu sous le nom de la « Piste des larmes » pendant lequel plusieurs milliers sont morts.
Dans l'ouest, Ridge et les autres signataires du traité de New Echota ont subi les conséquences de leurs actes. En 1839, Major Ridge, son fils John, et son neveu Elias Boudinot furent assassinés par des Cherokees de la faction de John Ross. Le neveu de Ridge, Stand Watie, futur général confédéré de la guerre de Sécession était également visé mais a réussi à s'échapper pour devenir ensuite chef des Cherokees du sud.
Ridge et son fils sont enterrés avec Stand Watie dans le cimetière de Polson dans l'actuel comté de Delaware en Oklahoma.